# グランディアIII
『グランディアIII』（GRANDIA III）は、2005年8月4日にスクウェア・エニックスより発売されたPlayStation 2用RPG。開発はゲームアーツ。キャラクターデザインは吉成曜。

## 概要
本作は「空」を舞台に描かれる大冒険活劇である。企画はPS2が出回り始めた頃から始まっている。本作では3Dグラフィックスに力が入れられており、当時としてはクオリティの高い物になっている。キャラクターの声には、映画や舞台、ドラマで活躍する役者をキャスティングしている。

## プロローグ
飛行機乗りに憧れる少年ユウキ。彼は飛行王シュミットという名だたる飛行機乗りに憧れ、友人のロッツと2人で飛行機の制作をしていた。何度も墜落し苦心の末作った新たな飛行機で、ユウキは退屈なアンフォグの村から大陸へと飛ぼうとする。飛行は成功したが、母・ミランダにこっそり後部座席に乗られ墜落寸前となる。
そのとき、何者かに追われている馬車を発見し、ユウキはそちらに眼をやった隙に再び飛行機を墜落させてしまう。そこでユウキは、神人になろうとする少女・アルフィナと出会う。彼女が大陸の街アークリフを目指そうとしていることを聞き、ユウキはミランダと共に護衛を申し出るのであった。

## 登場キャラクター

### パーティキャラクター
ユウキ
声 - 松風雅也
本作の主人公。16歳。幼い頃に飛行王「シュミット」の映画を観て以来、空を飛ぶことに憧れを抱く。かつてシュミットが成し得た、大陸横断を目指し、親友のロッツと飛行機を製作している。
アルフィナ
声 - 木南晴夏
本作のヒロイン。16歳。本名は「アルフィナ・デ・パメラ」。神獣の言葉を代弁する「神人（コミュート）」の一族。兄・エメリウスの企みを知るためアークリフへと向かう。ケーキが大好き。なお、彼女やエメリウス、ヘクトの耳の形が共通しているのは種族特有のものであり、神人（及び候補）の資格を有する証でもある。
ミランダ
声 - 若村麻由美
ユウキの母親。34歳。女手一つでユウキを育ててきた。表裏のない性格。
アロンソ
声 - 葛山信吾
28歳。ユウキ達が大陸へ渡るため、船を探しているところへ現れた謎の男。自称「海の男」だが、実のところ借金のカタに自分の船を取られてしまった情けないギャンブラー。
ウル
声 - 柴木丈瑠
16歳。飛竜に乗って世界を駆け巡る少年。生まれは「飛竜の谷」だが、堅苦しい掟に嫌気がさして一族を抜け出した。荒っぽいが、情には熱い性格。肉が大好物。
ダーナ
声 - 吉野紗香
23歳。バクラの集落の族長。2年前に姿を消した恋人、デュンケルを失った悲しみを拭えないでいる。

### その他のキャラクター
ヘクト
声 - 前田綾花
8歳。地上とは別の世界である、聖獣の故郷「バース界」に暮らす少女で、『長老（年功ではなく指導者の尊称）』の身分にある。いつも虚ろな目をしており、まるで表情がない。彼女の奏でるバイオリンの音色は生命を散らしている。手が冷たい。これらは一貫して、神人としての重圧に幼心が耐えられなくなったためで、かつては明るい性格だった。
デュンケル
声 - 笠原紳司
ダーナの恋人。かつてはバクラの集落の族長を務めていたが、エメリウスと出会い供にバース界へ渡り、世界の真実を知る。「ゾーン」の力を手に入れたエメリウスを止めるため暗躍している。
ロッツ
声 - 松尾敏伸
ユウキの親友。ユウキと同じく大陸横断を夢見て飛行機を製作している。
シュミット
ユウキに空を見せた永遠の飛行王。ウルとは以前に面識があった。ユウキに飛行機をタダで作ってくれたりもする恩人だが、愛する人を失ってからは飛ぶことをやめている。

### エメリウス側
エメリウス
声 - 萩野崇
アルフィナの兄。3年前に忽然と姿を消したが、再びアルフィナ達の前に現れ、「ゾーン」の力で世界の聖獣を殺し始める。本来は繊細な性格だったが、自らの出自と幼少期の家庭環境、神人という定められた生涯に対する葛藤と怨恨によって変わってしまった。そんな彼の心の隙に付け込み、グラウは自らの野心の為に利用した。アルフィナがアークリフを離れていたのは、10年前に彼女を神人としての過酷な運命から遠ざけたいとした彼自身の手引きによるもの。
グラウ
声 - 川上泳
エメリウスの幼少期の教育係を務めていた。彼を危険な道へと導いた人物。自ら戦闘へ出ることはない知性派で、作戦の立案とほかの同志をまとめる参謀の役割をしている。
ヴィオレッタ
声 - 坂上香織
細身で切れ長の瞳と、まさに「美女」と言うのにふさわしい容姿をしているが、手に持つ巨大な大鎌が内面の破壊衝動を物語っている。非常に切れやすい性格だが、エメリウスのためなら命を捨てることも惜しまない。元々裕福な家系の出身だったものの、ある事件により没落し、盗賊まがいの仕事に手を染めていた。エメリウスに忠誠を誓ったのは、その現状の脱却への希望を見出したため。
コーネル
声 - 木下ほうか　
重厚な鎧と鋼鉄の腕をつけた武闘派。ただし頭をまったく使わない行き当たりばったりな性格のため、他の仲間からは軽んじられている。「ウスノロ」といわれると我を忘れて激怒する。出自とエメリウスへの忠誠の経緯は、ヴィオレッタと同様。
ロウ・イル
声 - 茶風林

### 聖獣
グリフ
声 - 倍賞千恵子
鷹の姿をしている聖獣の長で、アークリフ神殿での儀式の際に現れる。
ドラク
声 - 螢雪次朗
竜の姿をしており、飛竜の谷で結界を張っている。飛竜の民から崇拝されている。
ヨウト
声 - つじしんめい
羊の姿をしており、バラク遺跡の奥にいる。バラクの集落に住む者の守護神。
セイバ
声 - 螢雪次朗
一角獣の姿をしている聖獣。
ウナマ
声 - 千葉紗子
イルカの姿をしている聖獣。
ゾーン
声 - 篠井英介
闇の聖獣、または無の聖獣と呼ばれる存在。先天的に他の存在と同化する能力を持ち、すべてのものと同化することを欲したためバース界を滅ぼす凶行に及んでいる。同化された対象はガラス化し、最後は砕け散ってしまうため生物や人間にとっては死を意味している。
多数の翼を生やした鳥のようなシルエットの身体とその胴体部分に二つの目玉（ムービーパートやイベントパートでは右目が閉じており、戦闘パートでのみ両目を開眼している）が浮かんだ異形の姿をしている。
小説版では設定と凶行に至った経緯が変更されている。死を司る聖獣であり、スルマニアの人々はゾーンに充実した生と同じく安らかな死を願っていたが、ゾーンは最初から死んでいれば誰も苦しむことはないと考え、すべてを『死』で覆い尽くすために暴走している。

## システム

### フィールド
フィールドでは移動の他、これまでのシリーズにはなかった剣が使えるようになり、障害物を破壊したりモンスターを気絶させたりすることができる。敵と接触すると戦闘となるが（シンボルエンカウント）、この際、敵が気絶状態のときに接触すると、敵を挟み込むプレイヤーに有利な陣形から始まり、敵に後方から接触されると敵に挟み込まれた不利な陣形から戦闘が開始される。
画面左下にはマップが表示されており、現在の位置やセーブポイントである光の玉の位置などが示されている。ただし、飛行機に乗っている間は表示されない。ダンジョン内では「Gサーチ」を実行でき、近くに宝箱があるとその場所が光って表示される。
ゲームを進めると飛行機が入手でき、空を飛び回れるようになる。着陸できる場所は限られているが、街や名所などの詳しい説明を見ることができるポイントがある。

### 戦闘システム
コマンド戦闘とリアルタイム戦闘を上手く複合させ、上級者向けではあるが爽快感のある戦闘が楽しめる。また、戦闘中のアドバイスシステムは、RPGに慣れないユーザーにも分かりやすい。
戦闘システムは前作までを踏襲したものだが、新たに「空中コンボ」「オーブ」の要素が取り入れられた。「空中コンボ」は、味方の攻撃などで空中に浮いた敵に対して攻撃しようとすると、攻撃が空中コンボ専用の技に変化し与えるダメージが増加するもので、味方との連携攻撃が可能になった。「オーブ」は、シナリオ内で手に入れた聖獣の力を使うことができる。ただし一度オーブを使うと、モンスターを倒して再びエネルギーを蓄えるまで使えない。

### 必殺技
必殺技はスペシャルポイント（SP）を消費することで使用できる各キャラクター固有の攻撃。「スペシャルレベル」を上げることで新しい必殺技を習得できる。同じ必殺技を使い続けることで熟練度が上がり、それによって攻撃力が上昇したり攻撃までの準備時間が短縮したりする。

### 魔法・マナエッグ
「魔法」はマジックポイント（MP）を消費して使う攻撃方法。基本的にはショップで購入し、装備することで使用可能になる。光の玉（セーブポイント）で自由に着脱できるので、状況に合わせて付け替えられる。装備できる数は、各キャラクターの「マジックレベル」を上げることによって増えていく。
「マナエッグ」は魔法の力が込められているアイテムで、装備することで魔法の効果を高められる。また、マナエッグ同士の合成によって、よりレベルの高いマナエッグを作り出したり、新たな魔法を生成したりできる。火・土・水・風の4属性のうち1～4種類を強化し、その効果の強さは☆の数1～3個で表される。

### スキル・スキルブック
「スキル」は装備することで「一定確率で反撃する」、「最大MPを増やす」などの効果が得られるアイテム。装備できる数は、各キャラクターの「スキルレベル」を上げることで増えていく。魔法と同様に着脱も自由で、心術・技術・体術の3系統がある。
「スキルブック」は装備することで装着スキルの効果を高められる装備アイテム。スキル屋では、スキルブックを失う代わりに新たなスキルを生成することも可能。心・技・体の3系統のうち1～3種類を強化し、その効果の強さは☆の数1～3個で表される。

## テーマソング
「In The Sky」
歌手 - Miz
オープニング映像では英語で歌われたものが使われており、アルバム『Mizrock』に収録されている。

## スタッフ
- 総監督：高橋秀信
- メインシナリオライター：はせべたかひろ
- 映像監督・シナリオ監修：金田龍
- CGプロデュース：倉澤幹隆
- 音楽：岩垂徳行
- キャラクターイラスト：吉成曜

## 関連商品

### 攻略本
- グランディアIII 公式コンプリートガイド（2005年9月）

### 小説
ノベライズ作品が発売されている。細江ひろみ著、イラスト吉成曜。ゲームでは説明が不充分な部分が多いが、その一部が語られている。
- 『グランディアIII』2005年9月発売（ISBN 4-7575-1545-6）

### サウンドトラック
- 『グランディアIII オリジナルサウンドトラックス』